# Symmorphus bifasciatus
Symmorphus bifasciatus ist ein Hautflügler aus der Familie der Faltenwespen (Vespidae). Sie ist die häufigste Art der Gattung in Mitteleuropa.

## Merkmale
Die Tiere erreichen eine Körperlänge von 7 bis 11 Millimetern. Ihr Körper ist gelb-schwarz gefärbt, wobei das dritte Tergit häufig schwarz gefärbt ist. Die Pleuren des Mesonotums sowie das Mesonotum sind kurz behaart und sind groß und deutlich punktiert. Die Art kann mit den übrigen Arten der Gattung Symmorphus verwechselt werden. 

## Vorkommen
Die Art kommt in Mittel- und Nordeuropa und im Süden nur im Gebirge vor. Sie besiedelt verschiedene Lebensräume, auch im Siedlungsbereich. Die Tiere fliegen von Anfang Mai bis Ende September. Die Art ist in Mitteleuropa häufig anzutreffen.

## Lebensweise
Das Nest wird in hohlen Stängeln und Schilf, in verlassenen Käferbohrgängen im Totholz oder in Pflanzengallen von Halmfliegen der Gattung Lipara angelegt. Die besiedelten Gänge haben in der Regel vier bis fünf Millimeter Durchmesser. Die Larven werden mit Larven von Blattkäfern der Gattungen Agelastica,  Melasoma und Phyllodecta versorgt. Die Art wird von der Gemeinen Goldwespe (Chrysis ignita) und Chrysis fulgida parasitiert.